# راجنار ايكبرج
راجنار ايكبرج (بالسويدية: Ragnar Ekberg)‏ هو منافس ألعاب قوى سويدي، ولد في 12 أغسطس 1886 في ستوكهولم في السويد، وتوفي في 5 أبريل 1966.

## وصلات خارجية
- راجنار ايكبرج على موقع أوليمبيديا (الإنجليزية)
- راجنار ايكبرج على موقع اللجنة الأولمبية السويدية (السويدية)